# Пра Далдон (Порденоне)
Пра Далдон је насеље у Италији у округу Порденоне, региону Фурланија-Јулијска крајина.
Према процени из 2011. у насељу је живело 15 становника. Насеље се налази на надморској висини од 156 м.